# Nottingham Trophy 2011
Il Nottingham Trophy 2011, noto anche come AEGON Trophy per motivi di sponsorizzazione, è stato un torneo professionistico di tennis giocato sull'erba. È stata la 3ª edizione del torneo, che fa parte dell'ATP Challenger Tour nell'ambito dell'ATP Challenger Tour 2011 e dell'ITF Women's Circuit nell'ambito dell'ITF Women's Circuit 2011. Si è giocato a Nottingham nel Regno Unito dal 30 maggio al 5 giugno 2011.

## Partecipanti ATP

### Teste di serie
| Nazionalità | Giocatore          | Ranking* | Testa di serie |
| ----------- | ------------------ | -------- | -------------- |
| Francia     | Adrian Mannarino   | 53       | 1              |
| India       | Somdev Devvarman   | 66       | 2              |
| Stati Uniti | Ryan Sweeting      | 70       | 3              |
| Russia      | Dmitrij Tursunov   | 74       | 4              |
| Stati Uniti | Alex Bogomolov Jr. | 86       | 5              |
| Stati Uniti | Donald Young       | 96       | 6              |
| Germania    | Matthias Bachinger | 99       | 7              |
| Stati Uniti | Bobby Reynolds     | 109      | 8              |

* Rankings al 23 maggio 2011.

### Altri partecipanti
Giocatori che hanno ricevuto una wild card:
- Daniel Cox
- Daniel Evans
- Joshua Milton
- Bernard Tomić

Giocatori passati dalle qualificazioni:
- Alex Kuznetsov
- Conor Niland
- Yūichi Sugita
- James Ward

## Partecipanti WTA

### Teste di serie
| Nazionalità | Giocatrice      | Ranking* | Testa di serie |
| ----------- | --------------- | -------- | -------------- |
| Cina        | Zhang Shuai     | 75       | 1              |
| Italia      | Romina Oprandi  | 85       | 2              |
| Austria     | Tamira Paszek   | 88       | 3              |
| Stati Uniti | Melanie Oudin   | 89       | 4              |
| Stati Uniti | Coco Vandeweghe | 90       | 5              |
| Croazia     | Mirjana Lučić   | 97       | 6              |
| Georgia     | Anna Tatišvili  | 106      | 7              |
| Stati Uniti | Irina Falconi   | 107      | 8              |

* Rankings al 23 maggio 2011.

### Altre partecipanti
Giocatrici che hanno ricevuto una wild card:
- Naomi Broady
- Katie O'Brien
- Laura Robson
- Emily Webley-Smith

Giocatrici passate dalle qualificazioni:
- Melinda Czink
- Julia Glushko
- Jing-Jing Lu
- Samantha Murray

## Campioni

### Singolare maschile
Gilles Müller ha battuto in finale  Matthias Bachinger, 7–6(4), 6–2

### Singolare femminile
Eléni Daniilídou ha battuto in finale  Ol'ga Govorcova, 1–6, 6–4, 6–2

### Doppio maschile
Colin Fleming / Ross Hutchins hanno battuto in finale  Dustin Brown /  Martin Emmrich, 4–6, 7–6(8), [13–11]

### Doppio femminile
Kimiko Date Krumm /  Zhang Shuai hanno battuto in finale  Raquel Kops-Jones /  Abigail Spears, 6–4, 7–6(7)